# Богадільний будинок О.С. Таранова-Бєлозерова
Будівництво одного з перших безкоштовних, двоповерхових медичних закладів у Сімферополі та на теренах Російської імперії почалося 1822 року на виділені кошти відставного підполковника Олександра Степановича Таранова-Бєлозерова, що обіймав посаду окружного прокурора. 1826 року, після зведення будинку, його прах перепоховали на території цього маєтку. Основним призначенням будівлі було розміщення лікарні та богодільні для людей похилого віку.

## Історія будівництва
Будівництво закладу проводилося під пильним наглядом майора Степанова, який контролював просування робіт. Як результат, архітектор, що розпочав будівництво був звільнений, натомість призначили вже відомого архітектора Івана Федоровича Колодіна, який і завершив зведення будинку.

## Архітектурна особливість
Архітектурною родзинкою будівлі є колони доричного ордеру, особливістю якого є відсутність бази в опорі та внутрішні сходи, виконані у французькому стилі, що використовував архітектор Жан Том де Томон.

## Використання будинку
Як і передбачалося, в будівлі почала функціонувати лікарня, що отримала назву «Таранівська».
На першому поверсі розташовувалися палати для чоловіків, ванна кімната, фельдшерська та аптека, де зберігалися медичні інструменти, необхідна література та виготовлялися ліки. На другому поверсі була нарадча кімната, приймальня, жіночі палати та церква. Окрім того, на другому поверсі, у флігелях знаходились кухня, погріб та житло лікаря і наглядача за хворими. Поруч з основною будівлею була пральня, помешкання священика, баня та інша господарська забудова.
За часів радянської влади у приміщеннях закладу розташовувася протитуберкульозний диспансер, був госпіталь для інвалідів після Другої світової війни, а згодом — медичний навчальний заклад. Наразі тут розташовується Кримський медичний коледж.

## Згадки відомих людей про лікарню-богодільню
Цікавим фактом є численні згадки про будівлю в літературних джерелах. Зокрема у французькому «Путівнику мандрівника по Криму» Шарля Монтандона 1834 року видавництва, згадується красива лікарня з прибудовами для працівників, що розташована неподалік від головної площі тогочасного Сімферополя, поруч із собором. А відомий російський письменник Олександр Хомович Погоський у повісті «Старець», описуючи події Кримської війни, згадує, що приміщення двоповерхового кам'яного будинку з колонами перший прийняв поранених офіцерів. Про ці та інші події можна також прочитати на фасадній меморіальній дошці будівлі.

## Використані джерела
1. Підготовлено за матеріалами: «Культурное наследие Крыма», в-во Н.Оріанда, Сімферополь 2011 р. — 137 с.
2. http://lektsii.net/1-82282.html [Архівовано 16 березня 2015 у Wayback Machine.]